# 高木剛 (数学者)
高木 剛（たかぎ つよし）は、日本の応用数学者。東京大学大学院情報理工学系研究科数理情報学専攻教授。専門は暗号理論など。

## 略歴
- 1993年3月 - 名古屋大学理学部数学科卒業[1]
- 1995年
  - 3月 -  名古屋大学大学院理学研究科数学専攻修士課程修了[1]
  - 4月 -  日本電信電話株式会社入社（NTT研究所）[1]
- 1997年10月 - ダルムシュタット工科大学情報科学部客員研究員[1]
- 1998年10月 - 日本電信電話株式会社NTTドイツ研究所[1]
- 2001年
  - 1月 - Dr. rer. nat.（ダルムシュタット工科大学情報科学部）[1]
  - 3月 - ダルムシュタット工科大学情報科学部助手[1]
- 2002年7月 - ダルムシュタット工科大学情報科学部助教授
- 2005年4月 - 公立はこだて未来大学システム情報科学部准教授[1]
- 2008年4月 - 公立はこだて未来大学システム情報科学部教授[1]
- 2010年4月 - 九州大学大学院数理学研究院教授[1]
- 2011年4月 - 九州大学マス・フォア・インダストリ研究所教授[1]
- 2017年4月 - 東京大学大学院情報理工学系研究科教授[1]

## 受賞
- 1997年 電子情報通信学会学術奨励賞[1]
- 1998年 NTT研究開発本部長賞[1]
- 2009年 船井情報科学振興賞[1]
- 2013年 情報処理学会喜安記念業績賞[1]
- 2013年 ドコモ・モバイル・サイエンス賞[1]
- 2014年 電子情報通信学会業績賞受賞[1]
- 2015年 日本学術振興会賞[1]
- 2020年 情報処理学会論文賞[1]

## 著書
- 『暗号と量子コンピュータ -耐量子計算機暗号入門-』オーム社 2019年